# Bill Johnson (cestista)
William B. Johnson, detto Bill (Norfolk, 8 gennaio 1933 – Beatrice, 3 giugno 2011), è stato un cestista statunitense, attivo a livello amatoriale nella AAU.

## Carriera
Dopo la carriera universitaria alla University of Nebraska-Lincoln, venne selezionato dai Boston Celtics all'undicesimo giro del Draft NBA 1954 (91ª scelta assoluta). In seguito giocò nella AAU con i Peoria Caterpillars.
Con gli Stati Uniti ha disputato i Campionati del mondo del 1954, vincendo la medaglia d'oro.
Nel 1993 è stato introdotto nella Nebraska Basketball Hall of Fame.